# Di Li
Di Li (sinh 1978) là một nhà văn và là một dịch giả Việt Nam. Cô được đánh giá là cây bút nữ đang nổi với dòng văn học trinh thám kinh dị, được xem là hiện tượng của văn học phía Bắc khi rất thành công với thể loại tiểu thuyết trinh thám kinh dị. Trại Hoa Đỏ là tiểu thuyết đầu tay của cô. Sau khi cuốn tiểu thuyết Trại Hoa Đỏ được phát hành năm 2009, báo Yomiuri của Nhật Bản cũng đưa tin về sự kiện này.

## Thân thế
Di Li tên thật là Nguyễn Diệu Linh, sinh ngày 3 tháng 6 năm 1978 tại Hà Nội. Cô từng theo học tại trường Phổ thông trung học Việt Đức, tốt nghiệp Cử nhân tiếng Đức và tiếng Anh tại Đại học Ngoại ngữ Hà Nội, Thạc sĩ Quản lý giáo dục Trường Đại học Sư phạm Hà Nội. Hiện cô là giảng viên tiếng Anh trường Cao đẳng Thương mại và Du lịch Hà Nội. Di Li là hội viên Hội Nhà văn Hà Nội, hội viên Hội Nhà văn Việt Nam và hội viên Hội Nhà văn và Dịch giả châu Á Thái Bình Dương. Trại Hoa Đỏ là tiểu thuyết trinh thám kinh dị  đầu tay của cô.

Nhà văn Di Li cũng là một chuyên gia trong lĩnh vực quan hệ công chúng (PR). Chị có gần 20 năm hoạt động trong lĩnh vực này với vai trò người tư vấn chiến lược, tổ chức thực hiện các hoạt động PR, giảng dạy PR tại các trường đại học và là tác giả của 2 cuốn sách "Tôi PR cho PR" (cuốn sách PR thường thức bằng tiếng Việt đầu tiên được viết độc lập bởi một tác giả Việt Nam) và "Kỹ năng viết trong quan hệ công chúng" 

## Tác phẩm

### Truyện ngắn, tiểu thuyết, tản văn, bút ký
- Tầng thứ nhất - 2007
- Điệu valse địa ngục - 2007
- 7 ngày trên sa mạc - 2009
- Đảo thiên đường - 2009
- Trại Hoa Đỏ - 2009
- Đôi khi tình yêu vẫn hay đi lạc đường - 2010
- Tháp Babel trên đỉnh thác ánh trăng - 2010
- Cocktail thị thành - 2010
- Chiếc gương đồng - 2010
- Nhật ký mùa hạ - 2011
- Chuyện làng văn - 2012
- San hô đỏ - 2012
- The Black Diamond (tiếng Anh) - 2012
- Adam & Eva - 2013
- Nụ hôn thành Rome - 2015[5]
- Gã Tây kia sao lấy được vợ Việt - 2015[6]
- Khách lạ và người lái taxi - 2015[7]
- Cocktail (tiếng Hà Lan) - 2015[8]
- Câu lạc bộ số 7 - 2016
- Và tuyết đã rơi ngoài cửa sổ - 2018[9]
- Bình minh ở Sahara - 2018[10]
- Nửa vòng Trái đất uống một ly trà - 2019[11]
- Tôi đã ăn cả cánh đồng hoa - 2019[12]
- Cô đơn trên Everest - 2020
- Chuyện nhỏ đàn bà - 2022

### Sách chuyên ngành
- Giáo trình tiếng Anh chuyên ngành thương mại (2007)
- Kỹ năng viết trong Quan hệ công chúng (2011)
- Tôi PR cho PR (2013)

### Truyện dịch
- Người Yêu Dấu - 2008
- Người làm chứng - 2009
- Giết Người Đưa Thư - 2009
- Bóng đêm bao trùm - 2009
- Rừng Răng - Tay - 2010
- Tàn Tích - 2012
- Xác Chết Dưới Nước - 2012

## Giải thưởng
- Giải Ba trong cuộc thi Truyện ngắn Quân đội 2005-2006 với truyện ngắn Cocktail[13]
- Giải Ba cuộc thi viết tiểu thuyết, truyện và ký 2007- 2010 do Bộ Công an phối hợp cùng Hội nhà văn tổ chức – Tiểu thuyết Trại Hoa Đỏ[14]

## Quan điểm
"Tôi luôn coi mình là con số không, đặt mình ở điểm xuất phát thấp nhất để luôn nỗ lực vươn tới thành công. Tôi cũng khuyên các bạn như vậy"

## Tiểu thuyếtTrại Hoa Đỏ
Trại Hoa Đỏ được phát hành năm 2009 nhưng bản thảo tác phẩm đã được nhà văn đăng tải dần lên mạng từ tháng 10 năm 2007. Qua blog cá nhân của mình, Di Li lần lượt giới thiệu từng chương truyện, chỉ giấu hai chương mở nút cuối cùng. Với kết cấu chặt chẽ, mạch truyện kín, Di Li kể cho người đọc một câu chuyện không hề dễ đoán như các tác phẩm trinh thám thông thường của Việt Nam 
Nhân vật chính của tiểu thuyết Trại Hoa Đỏ là Diên Vĩ, một thiếu phụ sang trọng và xinh đẹp. Câu chuyện bắt đầu từ chỗ Diên Vĩ được chồng tặng cho một trang trại nằm lọt giữa một vùng rừng núi âm u, hẻo lánh. Ngay khi đặt chân đến trang trại có nhiều loài hoa đỏ nở kín rừng một cách huyền bí, Diên Vĩ đã thấy có rất nhiều những cảm giác bất an vây bủa xung quanh mình. Những người bản địa thuộc một dân tộc thiểu số kì dị; những cái chết bí ẩn xảy ra liên tục; những truyền thuyết ma quái về dòng họ Quách... đã khiến cho Diên Vĩ thực sự sợ hãi và kinh hoàng trong suốt quãng thời gian chị có mặt ở Trại Hoa Đỏ. Trong bối cảnh đó, cảnh sát hình sự Phan Đăng Bách, một khách mời của trang trại trong ngày khánh thành, tình cờ trở thành thám tử điều tra những cái chết bí ẩn ở Trại Hoa Đỏ. Cùng thời điểm ấy, người bạn thân nhất của anh bị sát hại khi đang điều tra một tổ chức tội phạm xuyên quốc gia. Chôn chặt nỗi đau, anh âm thầm tìm kiếm kẻ giết bạn.
Ông Nguyễn Thụ (Phó Giám đốc Nhà xuất bản Công an Nhân dân) cho rằng: "Với tiểu thuyết Trại Hoa Đỏ, nhà văn Di Li là người đầu tiên khai mở một thể loại tiểu thuyết kết hợp giữa trinh thám và kinh dị." 
Nhà văn Trần Thanh Hà, người vừa hoàn thành đề tài nghiên cứu về tiểu thuyết trinh thám Việt Nam cho biết: "Truyện trinh thám, cũng như truyện kinh dị, rùng rợn, đều đã có ở Việt Nam từ thế kỷ trước với những tác phẩm của Thế Lữ, Hồ Dzếnh. Nhưng gần đây, hai thể loại này không phát triển. Di Li là người đầu tiên tạo nên hình thức kết hợp cả giữa trinh thám và kinh dị". Trần Thanh Hà cũng nhận xét thêm: "Di Li xử lý rất giỏi các vấn đề về kỹ thuật hình sự dù chị không phải là người trong nghề".
Năm 2022, bộ phim cùng tên lấy cảm hứng từ tiểu thuyết "Trại Hoa Đỏ" do Victor Vũ làm đạo diễn được phát hành lần đầu tiên trên K+ và sau đó là Netflix ở 177 quốc gia và vùng lãnh thổ.